# Kobyletska Poljana

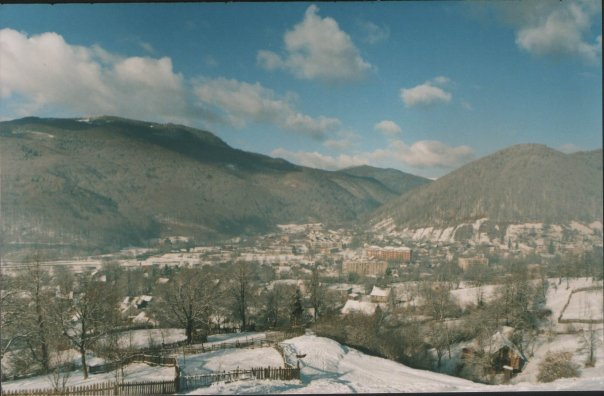
Overzicht van het stadje

Kobyletska Poljana (Oekraïens: Кобилецька Поляна, Hongaars: Gyertyánliget) is een stedelijke kern in het Oblast Transkarpatië in Oekraïne. De plaats ligt in de sinds 2020 gevormde gemeente Velykyj Bytsjkiv. De plaats heeft ongeveer 3500 inwoners. Ongeveer 20 procent van de bevolking (700 personen) behoort tot de Hongaarse minderheid in Oekraïne
De plaats is gelegen in de vallei van de rivier de Serednja. In de plaats werd in de 19e eeuw een minerale bron ontdekt en er ontstond een kuurbad.
Er staan verschillende kerken in de plaats, een Orthodoxe kerk, een Grieks katholieke kerk en een rooms katholieke kerk. De laatstgenoemde wordt bezocht door de Hongaarse minderheid. In 2016 werd in de nabijheid een het Huis van de Hongaarse gemeenschap geopend. Het is de plek waar de Hongaarse zondagsschool en de Hongaarstalige creche een plaats vinden naast enkele vergaderzalen.